# Kurt Perels
Kurt Ferdinand Lothar Perels (* 9 de marzo de 1878, Berlín; † 10 de septiembre de 1933, Hamburgo) fue un profesor de la Universidad de Hamburgo y caballero de la Liga Hanseática.

## Familia
Su padre fue el jurista berlinés Ferdinand Perels (1836-1903), y su hermano menor Ernst Perels. Friedrich Justus Perels fue su sobrino.
Estudió en el Gymnasium de Berlín, y posteriormente en Kiel, Heidelberg y derecho en Berlín.
Fue un distinguido profesor de derecho en la Universidad de Hamburgo entre 1919 y 1933.
En 1922 fue condecorado caballero de la Liga hanseática
Con la ascensión del nacionalsocialismo fue revocado de sus cargos y títulos, no se le otorgó una visa como ario y finalmente se suicidó.

## Literatura
- Die allgemeine Appellationsprivilegien für Brandenburg-Preussen, 1908
- Hamburgische Gesetze staats- und verwaltungsrechtlichen Inhalts, 1927
- Hans Peter Ibsen: Kurt Perels. In Archiv des öffentlichen Rechts, Band 44, Jhrg 1958 Band 4, S. 375-379